# Hosea Kogo
Hosea Kipkurgat Kogo (11 agosto 1972) è un ex maratoneta e mezzofondista keniota.

## Biografia
Nel 2002 si è piazzato in ventinovesima posizione ai Mondiali di corsa campestre, nei quali ha inoltre anche vinto la medaglia d'oro a squadre.

## Palmarès
| Anno | Manifestazione    | Sede    | Evento      | Risultato | Prestazione | Note |
| ---- | ----------------- | ------- | ----------- | --------- | ----------- | ---- |
| 2002 | Mondiali di cross | Dublino | Corsa lunga | 29º       | 36'36"      |      |
| 2002 | Mondiali di cross | Dublino | A squadre   | Oro       | 18 p.       |      |

## Campionati nazionali
1992
- 6º ai campionati kenioti, 5000 m piani - 13'49"0

1993
- 7º ai campionati kenioti di corsa campestre - 35'59"

1994
- 8º ai campionati kenioti, 5000 m piani - 13'43"8

1997
- 4º ai campionati kenioti, 5000 m piani - 13'31"40
- 17º ai campionati kenioti di corsa campestre - 36'25"

1998
- 9º ai campionati kenioti di corsa campestre (cross corto) - 12'25"

2001
- 23º ai campionati kenioti di corsa campestre - 37'55"

2002
- 7º ai campionati kenioti di corsa campestre - 36'54"

## Altre competizioni internazionali
1993
- 14º alla Mezza maratona di Gualtieri ( Gualtieri) - 1h05'00"
- 11º all'ASLK/CGER Crosscup ( Bruxelles) - 33'06"
- 6º al Cross International Bayer ( Bolbec) - 27'36"

1994
- 8º al Reebok Grand Prix Series ( Manchester) - 14'06"
- Argento alla Reebok City Centre ( Bath), 5 km - 14'16"
- 5º al Cross de l'Acier ( Leffrinckoucke) - 29'58"
- 9º al Cross Ouest-France ( Le Mans) - 31'49"
- 9º al Cross du Figaro ( Parigi) - 31'38"
- 5º al Cross International Bayer ( Bolbec) - 27'52"
- 20º al County Durham Crosscountry ( Durham) - 27'31"
- Argento al Les Mureaux Crosscountry ( Parigi) - 26'29"

1995
- 16º al Cross de l'Acier ( Leffrinckoucke) - 31'01"
- 11º al Cross International do Estoril ( Cascais) - 34'23"
- 11º al Cross Ouest-France ( Le Mans) - 31'19"

1996
- Bronzo alla 98Q City Center Road Race ( Danbury) - 28'34"
- 10º al George Sheehan Classic ( Red Bank) - 31'04"
- 4º alla US Healthcare 5 km ( Hartford), 5 km - 14'13"
- 10º al Nairobi International Crosscountry ( Nairobi) - 36'53"
- 12º al Coca Cola International Crosscountry ( Belfast) - 24'32"

1997
- 15º all'ASLK/CGER Crosscup ( Bruxelles) - 34'10"
- Oro allo Zandbergcross ( Deurne) - 31'33"

1999
- 12º al Nairobi International Crosscountry ( Nairobi) - 37'33"
- Oro al Discovery Kenya Great Rift Valley Crosscountry ( Eldoret) - 37'18"

2000
- Bronzo alla Corrida d’Octodure ( Martigny), 10,4 km - 30'26"
- 40º al Nairobi International Crosscountry ( Nairobi) - 38'16"
- Argento al KAAA Engergiser Weekend ( Kisii), 12 km  37'58"
- Oro al Discovery Kenya Great Rift Valley Crosscountry ( Eldoret) - 36'58"
- Argento al Cross du Figaro ( Parigi) - 29'53"
- Oro al Cross du Pontet ( Le Pontet) - 28'58"
- Bronzo al Cross Val de Marne ( Valle della Marna) - 27'51"
- Argento al Cross de Volvic ( Puy-de-Dôme) - 26'35"

2001
- 4º alla Corrida Pédestre Internationale de Houilles ( Houilles) - 29'11"
- Argento alla Ludwigshafener Stadtlauf ( Ludwigshafen am Rhein), 9,5 km - 27'28"
- Argento alla Gossauer Weihnachtslauf ( Gossau), 8,18 km - 23'45"
- Bronzo alla Bit-Silvesterlauf ( Treviri), 8 km - 23'02"
- Bronzo alla Cup da Franco ( Darmstadt), 7,54 km - 21'25"
- Oro alla Pforzheimer Citylauf ( Pforzheim), 7,5 km - 22'22"
- 5º al Discovery Kenya Great Rift Valley Crosscountry ( Eldoret) - 38'02"
- Argento all'ASICS Cross Challenge ( Neuss) - 30'18"
- 9º al Crosse Internacional de Oeiras ( Oeiras) - 26'56"

2002
- Argento alla Hauptlauf ( Neuss) - 28'28"
- Oro alla Basler Stadtlauf ( Basilea) - 28'43"
- Argento alla Sylvesterlauf Saarbrücken ( Saarbrücken) - 29'35"
- Argento alla Gossauer Weihnachtslauf ( Gossau), 8,18 km - 23'41"
- Argento alla Cup da Franco ( Darmstadt), 7,8 km - 22'13"
- Oro alla Pforzheimer Citylauf ( Pforzheim), 7,619 km - 22'46"
- 4º alla Peuerbach Silvesterlauf ( Peuerbach), 6,8 km - 19'14"
- 18º al Lotto Crosscup ( Bruxelles) - 38'21"
- 7º al Discovery Kenya Great Rift Valley Crosscountry ( Eldoret) - 37'31"
- Bronzo all'ASICS Cross Challenge ( Neuss) - 31'38"
- 8º al Cross de Llodio ( Laudio) - 27'51"
- 8º al Crosse Internacional de Oeiras ( Oeiras) - 25'07"

2003
- Argento alla Mezza maratona di San Diego ( San Diego) - 1h05'30"
- Argento alla Park Forest Scenic ( Park Forest), 10 miglia - 47'52"
- 12º alla Crim Road Race ( Flint), 10 miglia - 48'32"
- 7º alla Würzburger Residenzlauf ( Würzburg) - 28'37"
- Oro alla Oelder Citylauf ( Oelde) - 28'44"
- Oro alla Braunschweiger Nachlauf ( Braunschweig) - 28'49"
- 5º alla Sommernachtslauf ( Neuss) - 28'50"
- 9º alla Paderborner Osterlauf ( Paderborn) - 28'53"
- 5º alla Heritage Oaks ( Paso Robles) - 29'13"
- 5º alla Ratinger Silvesterlauf ( Ratingen) - 29'26"
- Oro alla Ludwigshafener Stadtlauf ( Ludwigshafen am Rhein), 9,5 km - 27'19"
- Argento alla Luzerner Stadtlauf ( Lucerna), 8,565 km - 24'49"
- Bronzo alla Cup da Franco ( Darmstadt), 7,535 km - 21'52"
- 5º al Discovery Kenya Great Rift Valley Crosscountry ( Eldoret) - 37'32"

2004
- Bronzo alla Mezza maratona di Incheon ( Incheon) - 1h04'54"
- Argento alla Dad's Day 5 km ( Dallas), 5 km - 14'09"
- 4º al Discovery Kenya Great Rift Valley Crosscountry ( Eldoret) - 37'15"

2007
- Oro alla Mezza maratona di Saint-Jean-de-Luz ( Saint-Jean-de-Luz) - 1h05'01"

2008
- Argento alla Maratona di San Sebastián ( San Sebastián) - 2h16'13"

2009
- 6º alla Mississippi Blues Marathon ( Jackson) - 2h33'39"

2017
- 10º alla Maratona di Colombo ( Colombo) - 2h38'09"